# Натали Бекар
Натали Бекар је прва жена подсекретар Синода бискупа. 

## Биографија
Натали Бекер је рођена у Фонтенблоу 1969. године. Студирала је предузетништво у Паризу на  ХЕЦ-у. Пре почетка мисионарског рада бавила се консалтингом из области маркетинга и оглашавања. Теологију и философију је студирала на језуитском универзитету Centre Sèvres, а усавршавала се на Школи за напредне студије друштвених наука и  на Бостонском колеџу.

## Избор
Дана 24. маја 2019. године именована је за саветницу генералног секретаријата Синода бискупа. Поред ње на место саветника изабрано је још 4 жена.
6. фебруара 2021. папа Фрања поставља је на место подсекретара Синода бискупа.
Она је уједно и прва жена која има право гласа у Католичком бискупском Синоду.